# Лотарь II (король Италии)
Ло́тарь II (фр. Lothaire d'Arles; около 925 или 926 — 22 ноября 950) — король Италии в 945— 950 годах.

## Биография

### Правление
С 931 года Лотарь II — соправитель отца своего Гуго Нижнебургундского; после бегства отца перед Беренгаром II Иврейским долго боролся с последним, желавшим лишить его престола. Он сохранил корону, но вынужден был заключить с Беренгаром II соглашение, фактически обеспечивавшее тому господство в королевстве, реальную власть при номинальном короле.
Лотарь скоропостижно и безвременно, в юном возрасте, умер 22 ноября 950 года во время поездки в Турин. Как и следовало ожидать, пошли слухи, что короля отравили по приказу Беренгара, хотя явных улик не было. Похоронили Лотаря в Милане в монастыре Святого Амвросия.
Вдова Лотаря II Адельгейда вышла 9 октября 951 года за немецкого короля Оттона I, к которому таким образом перешла корона Италии.

## Семья
Жена: с 947 года Адельгейда (ок. 931 — 16 декабря 999), дочь Рудольфа II, короля Бургундии и Италии
- Эмма (ок. 948 — после 988). Замужем с 966 за Лотарем III (941—986), королём Франции.